# Вукић Мићовић
Вукић Мићовић (Баре Краљске, 1. јануар 1896 — Београд, 19. јануар 1981) био је српски хемичар, професор и декан Природно-математичког факултета у Београду, ректор Београдског универзитета и академик САНУ. Обновио је наставу хемије у Србији након Другог светског рата.

## Биографија
Рођен је у Краљским Барама, код Андријевице 1. јануара 1896. од оца Милоње и мајке Ружице, рођене Нововић. Основну школу је завршио у родном селу (1903—1907), а три разреда ниже гимназије у Подгорици (1907—1910) где је седео у клупи са Ристом Стијовићем. Школовање је наставио у Београду, где је у Другој мушкој гимназији завршио разреде од четвртог до седмог (1910—1914). Први светски рат је омео да заврши и осми разред гимназије, учествовао је у рату 1914-1916 као ђак наредник у Краљском батаљону у Црној Гори. Јуна 1916. је одведен у заробљеништво у Мађарску, где је у логору провео време до 23. децембра 1918. Током 1919. завршио је осми разред Друге мушке гимназије у Београду, положио матуру и уписао Филозофски факултет, група наука: хемија, физика и физичка хемија. 
Био је професор Филозофског, односно Природно-математичког факултета у Београду. 1921. је постао први асистент за хемију и то неуказни још као студент, да би по дипломирању 1922. постао указни асистент. Докторску дисертацију радио је две године у Хемијском институту Универзитета у Нансију (1926—1928) као стипендиста француске владе, код професора Вавона. Докторирао је јула 1928. године и задржао се још годину дана у Нансију да заврши започета истраживања и радове. После тога се годину дана у Лондону бавио научним радом у Хемијској лабораторији Лондонског универзитетског колеџа код Нобеловца Роберта Робинсона као стипендиста Српског потпорног фонда. У Београд се вратио октобра 1930. године. За доцента је изабран 1931, а за ванредног професора 1938. године. Одмах после рата на Катедри хемије били су само професори Миливоје Лозанић и Вукић Мићовић и асистент Сергије Лебедев. Редовни професор постао је 1950. године. Управник Хемијског института био је у периоду 1949-1960. Пензионисан је 1966. године, од 1945. до пензије био је шеф Катедре за хемију Природно-математичког факултета.
Био је декан Природно-математичког факултета у Београду 1949—1952. године. Ректор Београдског универзитета био је две школске године, 1952/3 и 1953/4. Дописни члан Српске академије наука и уметности постао је 30. јануара 1958, а редовни члан 20. децембра 1961. Био је 1963-1965 секретар Одељења природно-математичких наука у САНУ, а 1965-1971 генерални секретар САНУ.
Објавио је велики број научних радова из различитих области органске хемије: сужавање алицикличних прстенова, одређивање структуре бразилеина, добијање естера дикарбонских киселина, утврђивање констутуције хиналдинкарбонских киселина, проучавање редукције помоћу литијум-алуминијум-хидрида, реакције алифатичних алкохола са олово-тетраацетатом итд. Дао је допринос хемијској номенклатури и терминологоји у српском језику. Написао је универзитетски уџбеник „Стереохемија“, Научна књига, Београд, 1948. године, 565 страна. Превео је са немачког књиге Арнолда Фредерика Холемана „Уџбеник органске хемије“, Геца Кон, Београд, 1926. године, 516 страна; и „Неорганска хемија“, Београд, 1927. године, 499 страна. Са групом аутора приредио је „Хемијску читанку“ за средње школе, издату 1968. године на 378 страна.
Говорио је, осим српског, енглески, француски и немачки језик, а служио се руским и италијанским. Био је члан Француског хемијског друштва (фр. Société Chimique de France) од 1928. до 1941. године. Био је потпредседник Српског хемијског друштва и члан Хрватског кемијског друштва. Добитник је више награда и признања међу којима су Седмојулска награда Србије 1965. године, Орден рада са црвеном заставом (1964) и Орден заслуга за народ са златном звездом (1979).
Преминуо је 19. јануара 1981. у Београду и сахрањен на Новом гробљу. Његова биста се заједно са бистом Ђорђа Стефановића налази испред улаза у Велики хемијски амфитеатар (ВХА) Хемијског факултета.

## Породица
Оженио се 1934. године Магдаленом - Леном Сокић (1910—1993), кћерком Милована Сокића, народног посланика и кафеџије из Ивањице. Милован је имао још две кћерке и седам синова, међу којима су Манојло Сокић (1887—1941), први власник и главни уредник листа „Правда“ и отац сликарке Љубице Цуце Сокић (1914—2009), и син Петар Сокић (1893—1964), трговац и отац глумице Ружице Сокић (1934—2013).
Имали су троје деце: Ружица (1935—1989) удата Савић, лекар; Иван Мићовић (1941—2001), професор Хемијског факултета у Београду; Милутин Мићовић (1944—2018), глумац.